# Баран Михайло Миколайович

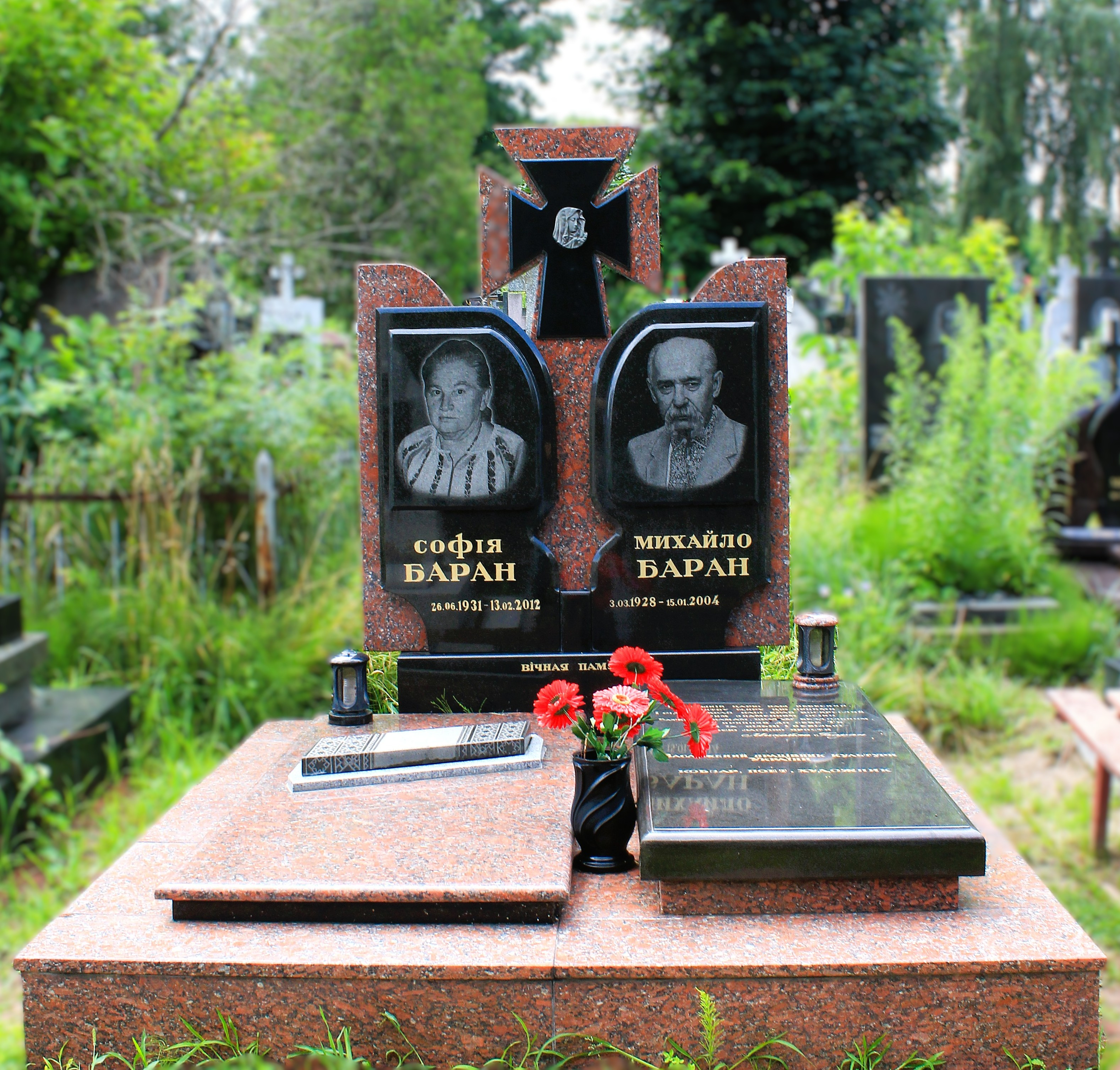
Пам’ятник на могилі Михайла та Софії Баран.

Миха́йло Микола́йович Бара́н (3 березня 1928, Хмелиська, Скалатського повіту (нині  Тернопільського району) Тернопільської області — 15 січня 2004, Львів) — український бандурист, художник, скульптор, заслужений діяч мистецтв України. Лауреат 1-го республіканського конкурсу кобзарів. Дружина -- Софія Баран. Батько цимбаліста Тараса Барана (1959-2018) та Ореста Барана (1955).

## Біографія

### Дитинство та родина
Баран Михайло Миколайович народився 3 березня 1928 року в селі Хмелиська, Скалатського повіту на Тернопільщині (нині  Тернопільського району Тернопільської області) у свідомій українській родині, яка брала активну участь у визвольній боротьбі за Незалежність України.
Батько Михайла — Микола Баран (1897—1969 рр., родом з Львівської області, с. Речичани) у складі УГА брав участь у боях на Наддніпрянщині. За це зазнав переслідувань, тож був змушений виїхати на Тернопільщину. Тут працював на фабриці крохмалю керівником-розпорядником і навіть сконструював потужні механізми для обмолочування зерна. Однак польські, німецькі та радянські окупанти переслідували сім'ю Михайла Барана.
Старший брат Михайла — Григорій (1917) керував «Просвітою» у Хмелиськах та був членом ОУН за що польські окупанти його заарештували, а у 1941 році Григорія закатували енкаведисти. 
Брат — Степан (1919—1971) також займався патріотичною роботою, однак після призову до лав Червоної армії у 1941 році був засуджений до 10 років позбавлення волі, термін відбув у місті Комсомольськ-на-Амурі, після чого отримав новий вирок -- розстріл. Однак через деякий час він був замінений на 25 років концтабору. З них відбув 17 років. Помер у 1971 році від серцевого нападу.
Третій брат Василь (1921-1944) найбільше вплинув на становлення Михайла Барана як майбутнього художника. Однак у роки Другої світової війни його заарештували гітлерівці. Завдяки особистому втручанню митрополита Андрея Шептицького його звільнили із тюрми у місті Золочеві. Однак 4 вересня 1944 року Василя Барана заарештували НКВДисти, а 26 листопада 1944 року без жодних звинувачень Василя було розстріляно у місті Чорткові.
Постійні переслідування сім'ї Баран значною мірою впливали на розвиток та погляди молодого митця. Також на Михайла Барана впливала атмосфера у сім'ї, де частими гостями були члени "Просвіти", відбувались патріотичні розмови, обговорення новинок української літератури. Водночас доводилось переховуватись від переслідувань як нацистів, так і радянської влади, тож мешкали то на Тернопільщині, то на Львівщині. Однак це не завадилоо у 1949 році арешту батька -- його ув'язнили на 10 років. Втім через 7 років він повернувся та став завідувачем млина у селі Солуки на Львівщині. Після чого його заарештували повторно.  У тій ситуації він був змушений змінити прізвище на Барановський.

### Молодість
Аби уникнути переслідувань КДБ Михайло Баран стає військовослужбовцем - служба у радянській армії тривала 5 років, у війську він був фельдшером та художником. Спочатку Михайло Баран вчиться малювати, зокрема брав приватні уроки у Р.Хробака та Р. Чистоганова. Паралельно вчиться грі на скрипці та гітарі, а у 1958 році - на бандурі, його педагогом стає композитор Володимир Листопад.
Виступав разом з відомими музикантами Володимиром Проником, Володимиром Дичаком, братами Богданом та Романом Жеплинськими, кобзарем Євгеном Адамцевичем та іншими. П'ять разів успішно складав вступні іспити до Львівського державного університету ім. І.Франка та інституту Мистецтв (Львівська національна академія мистецтв), однак так і не був зарахований, оскільки був із родини репресованих. Здобути освіту зумів лише у період «відлиги», коли зумів вступити до Львівського культурно-освітнього училища де отримав спеціальність керівника оркестру народних інструментів. Паралельно у 1979 році заочно отримав диплом вчителя музики і співів у Дрогобицькому державному педагогічному інституті імені І. Франка.

## Музична діяльність
Михайло Баран з 1962 року активний пропагандист хорового та кобзарського мистецтва на Львівщині, а у 1974—1990 рр заступник голови Львівського відділення Музичного товариства України.
Починаючи з 1962 року при трудових колективах Львівщини Михайло Баран створює ансамблі, капели бандуристів та керує ними, навчаючи гри на бандурі та співу: у 1962—1975рр. капелу «Діброва» з 40 учасників з міста Львова; у 1964—1969 рр. ансамбль «Троянда» з 18 учасників трикотажної фірми «Промінь»; в 1969—1973 рр. ансамбль «Зірниця» з 18 учасників заводу «Кінескоп»; у 1970—1987 рр. капелу «Вишиванка» з 35 учасників працівників Львівського аеропорту; у 1973—1976 рр. ансамбль «Калина» з 20 учасників викладачів Львівського кооперативного технікуму; в 1970—1971 рр. ансамбль «Тополенька» з 45 учасників учнів середніх шкіл міста Львова; в 1975—1976 рр. хор села Пнікут «Нива»; в 1977—1988 рр. хор «Жайвір» Науково-дослідного інституту села Оброшине; в 1986—1989 рр. ансамбль «Срібні струни» з числа робітників та службовців зі Львова.

### Тріо бандуристів «Жайвори»
З 1965 року містами та селами України концертує сімейне тріо бандуристів «Жайвори» у складі Михайла Барана та його синів Ореста (1955 р.н.) і Тараса (1959-2018). 
У своїх концертах окрім бандур та співу звучали духові народні музичні інструменти, а саме: різновиди сопілок, джоломіґа, кувиця, ребро, окарина (зозулька), дримба, фрілка, теленка та цимбали.
У творчих програмах із сімейним тріо співпрацювали — Лауреат Національної премії ім. Т. Г. Шевченка, доктор мистецтвознавства, заслужений діяч мистецтв України, професор Володимир Овсійчук, народні артисти України Святослав Максимчук, Марія Стеф'юк, Неоніла Крюкова та інші.
Але тільки з настанням Незалежності України тріо змогло виїхати на гастролі закордон. У 90-х роках вони виступали з концертами в Австрії, Франції, Швеції, Австралії, ФРН, Чехословаччині, Греції, Угорщині, Бельгії, Польщі, США, Канаді. Спеціальний концерт відбувся у Паризькій мерії, в присутності спадкоємців королівської родини Франції та концерт для президентів Франції та України в Маріїнському палаці.

## Культурно-просвітницька діяльність
Працюючи протягом 1974-1990 рр заступником голови Львівського відділення Музичного товариства України ініціював відкриття понад 10 громадських музеїв видатним діячам української культури, зокрема: В.Матюсі в селі Карове Сокальського р-ну, О. та Н. Нижанківським в місті Стрию та селі Завадів Стрийського р-ну. А також у Радехівському районі Олександрові Мишузі в селі Витків, Маркіяну Шашкевичу в с. Нестаничі та О.Турянському в селі Оглядів.
За власні кошти реставрував надмогильний пам'ятник (гробівець) великого українського співака, Олександрова Мишуги в селі Витків.
Однак найбільше Михайло Баран долучився до відновлення могили автора музики Національного гімну України Михайла Вербицького. Ще за часів існування СССР зумів встановити металеву загорожу і встановити її на могилі священика-композитора в селі Млини у Польщі. Разом з тим, поруч у селі Улюч, він фіксує на порталі будинку меморіальну дошку з портретом автора музики — Михайлом Вербицьким та творцем слів Гімну написаних Павлом Чубинським.

## Художня та поетична спадщина
Літературна спадщина Михайла Барана включає поезії, пісні, прозові твори, есе. Вони рублікувались у часописах та газетах «Літературний Львів», «Високий Замок», «Експрес», «За вільну Україну», регіональних річниках "Львівщина" та «Тернопільщина» та багатьох інших. Поетична та пісенна творчість Михайла Барана зафіксована у його книзі "Щедрінь", це твори «Пісня про Львів», «Гей у чистім полі», «Б'ють гармати», «Ми, Сокальці — Надбужанці», «Янтар — річка», «Сяне, Сяне». Також у книзі опубліковано графіку, створену Михайлом Бараном: портрети видатних діячів минулого та кобзарів-сучасників. При цьому Михайло Баран використовував малопоширену крапкову техніку малювання портретів, так він створив портрети Богдана Хмельницького, Лесі Українки, Модеста Менцинського, Олексія Чуприни (бандуристові, який понад три десятиліття співав на Чернечій горі), Миколи Мариновича (генерала  Армії ЗУНРу, першого українського коменданта міста Львова 1918 року), Маркіяна Шашкевича (поета, священика, основоположника української літератури в Галичині), Зенона Злочовського (священика та композитора), Миколи Сарми-Соколовського (художникові, священикові, майстрові з виготовлення бандур та бандуристові), Зеновію Штокалку (лікареві-стоматологу, неперевершеному бандуристові-співаку до сьогодні), Ярославові Барничу (композиторові, диригенту, сценаристові, воїнові УСС). 
Великого значення надавав Михайло Баран історичній тематиці, вбачаючи у ній основні підвалини кобзарських дум. Окрім багатьох художньо-тематичних полотен до 400-річчя від дня народження Богдана Хмельницького митець присвятив картину-думу, виконану в стилі графіки, а саме пером і тушшю. Тут, вдало скомпоновано образ гетьмана у поєднанні з пам'ятниками, які встановлені на його честь у містах України: Чернігові, Чигирині, Берестечку, Виноградові (Закарпатська область), Каневі, Мостиськах (Львівська область) та Києві, за яким видніється собор Софії Київської. Ця картина є рідкісним шедевром думки і пензля в українському образотворчому мистецтві. Таких сюжетних картин Михайло Баран створив з багатьма українськими митцями та героями, наприклад: Данилом Галицьким, Тарасом Шевченком, Лесею Українкою, Никоном Прудким та іншими.
Окремої уваги, а можливо і цілого дослідження, заслуговують роботи виконані Михайлом Бараном в сфері сакрального живопису.
Знову і знову ми можемо дивуватися тим переконанням і мужності митця, який в 1960 році, час коли найбільше засуджували за релігійні та національні погляди, розпочав відновлювати духовну скарбницю української нації. Зрозуміло, що при третьому перевезенні та на новому місці встановленні храму, який за свідченнями очевидців не мав жодного цвяха, зображень настінних ікон фактично не збереглося. Дерев'яна церква, в якій фактично потрібно по-новому створювати внутрішні стіни, художник спершу працював разом з місцевим селянином, як столяр. Підготовчі роботи займали чимало часу, адже аж після теслярських робіт можна було приділити увагу макетуванню та художньому розпису інтер'єру.
Найважливіша думка, яка осінила іконописця — вималювати церкву в українській манері. Мабуть, і сьогодні, зразок духовного храму створений у цьому стилі залишається в Україні чи не єдиним. Саме Апостоли — Св. Володимир та Св. Ольга, ангели — зображені художником з елементами української вишивки, а внутрішні стіни розмальовані українськими візерунками. Цікавим є й те, що на хорах на одній з ікон зображені ангели навколо Матері Божої, які співають хвалебні рецитації у супроводі бандури. Майже кожна з ікон, у тому числі і Євангелісти, виконаних майстром, мають обрамлення з національним візерунком.
Похований на Кривчицькому цвинтарі.